# Trophée Al Buck
Créé en 1967, le trophée Al Buck est une récompense décernée tous les ans par la Boxing Writers Association of America au meilleur manageur de boxe anglaise.

## Lauréats

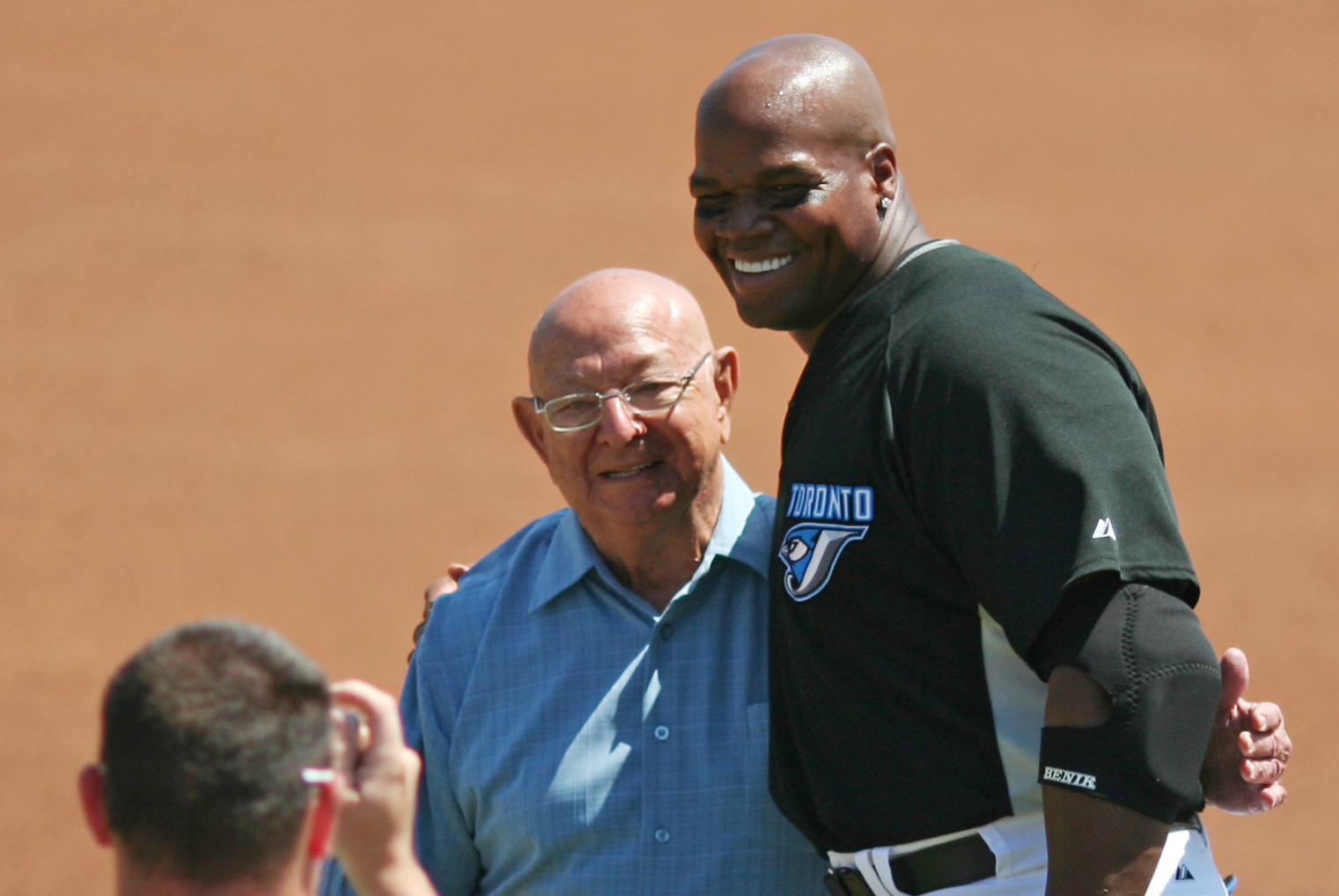
Angelo Dundee (à gauche), lauréat en 1968 et 1979

| Année | Entraineur                    | Entraineur |
| ----- | ----------------------------- | ---------- |
| 1967  | Gil Clancy                    |            |
| 1968  | Angelo Dundee                 |            |
| 1969  | Yancey Durham                 |            |
| 1970  | Dick Sadler                   |            |
| 1971  | Yancey Durham                 |            |
| 1972  | Paddy Flood                   |            |
| 1972  | Gregorio Benitez              |            |
| 1973  | Gil Clancy                    |            |
| 1974  | Herbert Muhammad              |            |
| 1975  | Eddie Futch                   |            |
| 1976  | Bob Biron                     |            |
| 1977  | Bill Slayton                  |            |
| 1978  | Richie Giachetti              |            |
| 1979  | Angelo Dundee                 |            |
| 1980  | Emanuel Steward               |            |
| 1981  | Janks Morton                  |            |
| 1981  | Michael Trainer               |            |
| 1982  | Howard Albert                 |            |
| 1982  | Carlos Espada                 |            |
| 1982  | Emile Griffith                |            |
| 1983  | Goody Petronelli              |            |
| 1983  | Pat Petronelli                |            |
| 1984  | Lou Duva                      |            |
| 1985  | Dave Gorman                   |            |
| 1985  | Paul Reyes                    |            |
| 1986  | Jim Jacobs                    |            |
| 1987  | Bill Cayton                   |            |
| 1988  | Kevin Rooney                  |            |
| 1989  | Emanuel Steward               |            |
| 1990  | Shelly Finkel                 |            |
| 1991  | Al Certo                      |            |
| 1992  | Rock Newman                   |            |
| 1993  | Lou Duva                      |            |
| 1993  | Shelly Finkel                 |            |
| 1994  | George Foreman                |            |
| 1995  | Fred Levin                    |            |
| 1995  | Stanly Levin                  |            |
| 1996  | Don Turner                    |            |
| 1997  | Pat Lynch                     |            |
| 1998  | Floyd Mayweather Sr.          |            |
| 1999  | Panos Eliades                 |            |
| 1999  | Frank Maloney                 |            |
| 2000  | Felix Trinidad Sr.            |            |
| 2001  | Ricardo Maldonado             |            |
| 2002  | Norman Stone\| align="left"\| |            |
| 2002  | Klaus-Peter Kohl              |            |
| 2003  | Non attribué                  |            |
| 2004  | Bernard Hopkins               |            |
| 2005  | Al Haymon                     |            |
| 2006  | Non attribué                  |            |
| 2007  | Cameron Dunkin                |            |
| 2008  | Joe Calzaghe                  |            |
| 2009  | Non attribué                  |            |
| 2010  | Non attribué                  |            |
| 2011  | Non attribué                  |            |
| 2012  | Al Haymon                     |            |
| 2013  | Al Haymon                     |            |
| 2014  | Al Haymon                     |            |
| 2015  | Al Haymon                     |            |
| 2019  | Keith Connolly                |            |
| 2020  | David McWater                 |            |
| 2021  | Eddy Reynoso                  |            |
| 2022  | Peter Khan                    |            |